# 스페인 아이스하키 국가대표팀
스페인 아이스하키 국가대표팀(스페인어: Selección de hockey sobre hielo de España)은 스페인을 대표하는 아이스하키 국가대표팀이다. 스페인 빙상 스포츠 연맹에서 운영하고 있다.